# Jacob Koulnev
Jacob (Iakob) Petrovitch Koulnev (en russe : Яков Петрович Кульнев), né le 6 août 1763 à Lucyn (dans la voïvodie polono-lituanienne de Livonie, aujourd'hui en Lettonie) et mort le 1er août 1812 à Klyastitsy (Biélorussie), fut, avec Pierre de Bagration et Alexis Iermolov, un des chefs militaires russes les plus populaires à l'époque des guerres napoléoniennes. Fervent admirateur de Souvorov, il participa à 55 batailles. Il perdit la vie à la bataille de Klyastitsy pendant la campagne de Russie de Napoléon.

## Premières campagnes
Le père de Koulnev était un officier balte de petite noblesse. Le futur général naît à Lucyn (aujourd'hui Ludza en Lettonie) et entre à l'école d'infanterie pour la noblesse .
En 1785 après un bref séjour dans le régiment d'infanterie de Tchernigov, il rejoint, comme lieutenant, le régiment de dragons de Saint-Pétersbourg et sous la commande de Souvorov, participe à la guerre russo-turque, de 1787 à 1792 et à la campagne polonaise de 1794-1795. La dix années suivantes de sa vie sont peu connues.
En 1807, il commande en tant que lieutenant-colonel le régiment de hussards de Grodno qui affronte les armées de Napoléon. Il se fait un nom à la bataille d'Heilsberg et à la bataille de Friedland, dans laquelle il parvient à se sortir d'un encerclement.

## Campagne de Finlande
Pendant la guerre de Finlande contre la Suède, Koulnev mène l'avant-garde de Buxhoevden. Il est décoré après le siège de Jakobstad d'une épée d'or sertie de diamants et portant la mention Pour la Bravoure. Il se distingue à Lappo, Kuortane et Oravais, trois engagements pour lesquels il reçoit l'Ordre impérial et militaire de Saint-Georges et le rang de lieutenant général.
Le couronnement de la campagne a lieu lorsque Koulnev mène l'avant-garde de Bagration à travers la mer Baltique gelée vers les îles d'Åland et de là, à Grislehamn, à moins de 70 kilomètres de Stockholm, la capitale de l'ennemi qui réussit à sauver Stockholm grâce au général von Döbeln. Cette manœuvre audacieuse force les Suédois à chercher la paix à n'importe quel prix.

## Campagne de Turquie
L'Ordre de Sainte-Anne de 1re classe lui est attribuée pour son courage. Koulnev est invité à prendre en charge l'avant-garde de l'armée du Danube qui lutte contre les Turcs dans l'actuelle Bulgarie.
Pendant la campagne de Turquie de 1810, Koulnev est l'un des généraux les plus capables de Russie. Il fait preuve de détermination à Shumla, Nikopol, Rousse, et Batin, donnant à la campagne un caractère audacieux qui avait manqué jusque-là. Un conflit qui l'oppose au commandant en chef, Nikolaï Kamenski, le force cependant à quitter l'armée.

## Campagne de Russie (1812)
Napoléon envahit la Russie en 1812 et Koulnev défend les routes menant à Saint-Pétersbourg. Le 3 juillet, son détachement capture un général français et 200 cavaliers. Le 18 juillet, il mène 5 000 cavaliers, qui forment l'avant-garde du corps de Wittgenstein, contre le maréchal Oudinot à la bataille de Klyastitsy, faisant 900 prisonniers à l'ennemi. Koulnev traverse la rivière Drissa et s'oppose avec un important contingent français. Les Russes sont pris à partie par des tirs d'artillerie et Koulnev reçoit un boulet de canon dans les jambes, perdant ainsi les deux membres. Il décède le jour même de ses blessures.

## Postérité
Bien qu'il n'ait pas vécu pour participer à la bataille de la Moskova et à d'autres fameuses batailles de la campagne de Russie, on se souvient de Koulnev comme un combattant farouche et impétueux.
Un monument sera érigé sur le lieu de sa mort en 1830. En 1909, un régiment de hussards portera son nom.

## Sources
- (en) Cet article est partiellement ou en totalité issu de l’article de Wikipédia en anglais intitulé « Yakov Kulnev » (voir la liste des auteurs) dans sa version du 26 juin 2007.